# Alfacar
Alfacar é um município da Espanha na província de Granada, comunidade autónoma da Andaluzia, de área 16,75 km² com população de 4766 habitantes (2004) e densidade populacional de 284,54 hab/km².

## Demografia
| Variação demográfica do município entre 1991 e 2004 | Variação demográfica do município entre 1991 e 2004 | Variação demográfica do município entre 1991 e 2004 | Variação demográfica do município entre 1991 e 2004 |
| --------------------------------------------------- | --------------------------------------------------- | --------------------------------------------------- | --------------------------------------------------- |
| 1991                                                | 1996                                                | 2001                                                | 2004                                                |
| 3576                                                | 4211                                                | 4627                                                | 4766                                                |